# Episodi di Metropolitan Police (ventiquattresima stagione)
La ventiquattresima stagione della serie televisiva Metropolitan Police è stata trasmessa in anteprima nel Regno Unito dalla Independent Television tra il 2 gennaio 2008 e il 31 dicembre 2008.
| nº | Titolo originale            | Titolo italiano | Prima TV UK       | Prima TV Italia |
| -- | --------------------------- | --------------- | ----------------- | --------------- |
| 1  | The Deadly Game             |                 | 2 gennaio 2008    |                 |
| 2  | Shadow Stalker              |                 | 3 gennaio 2008    |                 |
| 3  | To Catch a Killer (Part 1)  |                 | 9 gennaio 2008    |                 |
| 4  | To Catch a Killer (Part 2)  |                 | 10 gennaio 2008   |                 |
| 5  | Witness: Innocent Blood     |                 | 16 gennaio 2008   |                 |
| 6  | Witness: Wall of Silence    |                 | 17 gennaio 2008   |                 |
| 7  | Witness: Breaking Point     |                 | 23 gennaio 2008   |                 |
| 8  | Witness: Deadly Secret      |                 | 24 gennaio 2008   |                 |
| 9  | Witness: Protection         |                 | 30 gennaio 2008   |                 |
| 10 | Witness: Hit and Run        |                 | 31 gennaio 2008   |                 |
| 11 | Witness: Truth & Lies       |                 | 6 febbraio 2008   |                 |
| 12 | Witness: The Final Act      |                 | 7 febbraio 2008   |                 |
| 13 | Driven to Kill              |                 | 13 febbraio 2008  |                 |
| 14 | Pay Back                    |                 | 14 febbraio 2008  |                 |
| 15 | Cover Up                    |                 | 21 febbraio 2008  |                 |
| 16 | The Hit                     |                 | 27 febbraio 2008  |                 |
| 17 | Spilt Blood                 |                 | 28 febbraio 2008  |                 |
| 18 | Deadly Cocktail             |                 | 5 marzo 2008      |                 |
| 19 | Heat on the Beat            |                 | 12 marzo 2008     |                 |
| 20 | Corrupted                   |                 | 13 marzo 2008     |                 |
| 21 | Break In                    |                 | 19 marzo 2008     |                 |
| 22 | Beth Undercover             |                 | 20 marzo 2008     |                 |
| 23 | Closing the Net (Part 1)    |                 | 26 marzo 2008     |                 |
| 24 | Closing the Net (Part 2)    |                 | 27 marzo 2008     |                 |
| 25 | Blood Rush (Part 1)         |                 | 2 aprile 2008     |                 |
| 26 | Blood Rush (Part 2)         |                 | 3 aprile 2008     |                 |
| 27 | Sins of the Father (Part 1) |                 | 9 aprile 2008     |                 |
| 28 | Sins of the Father (Part 2) |                 | 10 aprile 2008    |                 |
| 29 | Going Under                 |                 | 16 aprile 2008    |                 |
| 30 | Overkill                    |                 | 17 aprile 2008    |                 |
| 31 | R.I.P P.I.                  |                 | 23 aprile 2008    |                 |
| 32 | City Slickers               |                 | 24 aprile 2008    |                 |
| 33 | Frontline: Shockwave        |                 | 1º maggio 2008    |                 |
| 34 | Frontline: Aftershock       |                 | 8 maggio 2008     |                 |
| 35 | Frontline: End Game         |                 | 15 maggio 2008    |                 |
| 36 | Lucky Lucky Lucky           |                 | 22 maggio 2008    |                 |
| 37 | Running Scared              |                 | 29 maggio 2008    |                 |
| 38 | Cowboy Country              |                 | 4 giugno 2008     |                 |
| 39 | We Are Family (Part 1)      |                 | 5 giugno 2008     |                 |
| 40 | We Are Family (Part 2)      |                 | 11 giugno 2008    |                 |
| 41 | New Blood                   |                 | 12 giugno 2008    |                 |
| 42 | Landfill Killer             |                 | 25 giugno 2008    |                 |
| 43 | Gun Runner: Trigger Happy   |                 | 2 luglio 2008     |                 |
| 44 | Gun Runner: Under Cover     |                 | 3 luglio 2008     |                 |
| 45 | Gun Runner: Kick Off        |                 | 9 luglio 2008     |                 |
| 46 | Gun Runner: Spray and Pray  |                 | 10 luglio 2008    |                 |
| 47 | Gun Runner: Fire Fight      |                 | 16 luglio 2008    |                 |
| 48 | Jack of Hearts              |                 | 17 luglio 2008    |                 |
| 49 | Body of Evidence            |                 | 23 luglio 2008    |                 |
| 50 | Lifesaver                   |                 | 24 luglio 2008    |                 |
| 51 | Teacher's Pet               |                 | 30 luglio 2008    |                 |
| 52 | Seize the Day               |                 | 31 luglio 2008    |                 |
| 53 | Street Kid                  |                 | 6 agosto 2008     |                 |
| 54 | Blind Alley                 |                 | 7 agosto 2008     |                 |
| 55 | Getting Personal            |                 | 14 agosto 2008    |                 |
| 56 | Game Plan (Part 1)          |                 | 19 agosto 2008    |                 |
| 57 | Game Plan (Part 2)          |                 | 20 agosto 2008    |                 |
| 58 | Demolition Girl             |                 | 21 agosto 2008    |                 |
| 59 | Over the Limit              |                 | 26 agosto 2008    |                 |
| 60 | Before the Fall             |                 | 28 agosto 2008    |                 |
| 61 | After the Fall              |                 | 3 settembre 2008  |                 |
| 62 | Secret History (Part 1)     |                 | 4 settembre 2008  |                 |
| 63 | Secret History (Part 2)     |                 | 10 settembre 2008 |                 |
| 64 | Trial and Error (Part 1)    |                 | 11 settembre 2008 |                 |
| 65 | Trial and Error (Part 2)    |                 | 17 settembre 2008 |                 |
| 66 | Funny Money                 |                 | 18 settembre 2008 |                 |
| 67 | Appropriate Force           |                 | 24 settembre 2008 |                 |
| 68 | An Honour to Serve (Part 1) |                 | 25 settembre 2008 |                 |
| 69 | An Honour to Serve (Part 2) |                 | 2 ottobre 2008    |                 |
| 70 | Hide and Seek               |                 | 8 ottobre 2008    |                 |
| 71 | First Strike                |                 | 9 ottobre 2008    |                 |
| 72 | Hold Me Tight (Part 1)      |                 | 15 ottobre 2008   |                 |
| 73 | Hold Me Tight (Part 2)      |                 | 16 ottobre 2008   |                 |
| 74 | The Rookie                  |                 | 22 ottobre 2008   |                 |
| 75 | Fools Rush In               |                 | 23 ottobre 2008   |                 |
| 76 | Loved and Lost              |                 | 30 ottobre 2008   |                 |
| 77 | Walk on By                  |                 | 5 novembre 2008   |                 |
| 78 | In Deep                     |                 | 6 novembre 2008   |                 |
| 79 | Proof of Life (Part 1)      |                 | 12 novembre 2008  |                 |
| 80 | Proof of Life (Part 2)      |                 | 13 novembre 2008  |                 |
| 81 | One Day, But Not Today      |                 | 27 novembre 2008  |                 |
| 82 | Forgotten Child (Part 1)    |                 | 10 dicembre 2008  |                 |
| 83 | Forgotten Child (Part 2)    |                 | 11 dicembre 2008  |                 |
| 84 | Santa's Little Helper       |                 | 17 dicembre 2008  |                 |
| 85 | Too Hot to Handle (Part 1)  |                 | 18 dicembre 2008  |                 |
| 86 | Too Hot to Handle (Part 2)  |                 | 22 dicembre 2008  |                 |
| 87 | Too Hot to Handle (Part 3)  |                 | 23 dicembre 2008  |                 |
| 88 | Second Chance               |                 | 31 dicembre 2008  |                 |